# Feldskorpion
Der Feldskorpion (Buthus occitanus) zählt innerhalb der Familie Buthidae zur Gattung Buthus. Er wird auch als Gelber Skorpion, Gelber Wüstenskorpion oder Gelber Sandskorpion bezeichnet und wurde erstmals im Jahre 1789 von dem französischen Naturforscher Pierre-Joseph Amoreux beschrieben.

## Beschreibung
Der Feldskorpion erreicht Körperlängen von 5 bis 8 cm, maximal 10 bis zu 12 cm. Allgemein ist die Art hellgelb bis dunkelbraun gefärbt. Die Oberseite des Vorderkörpers (Prosoma) und die Rückenplatten des vorderen Hinterleibes, das Mesosoma, sowie der hintere Teil des Hinterleibes, das sogenannte Metasoma, welches den „Schwanz“ bildet, weisen allesamt deutliche Schwielen auf. Die Scheren (Pedipalpen) sind ziemlich schmal, während die Giftblase relativ dick ist. Männchen und Weibchen können anhand der Anzahl der Kammzähne ihrer Pectines unterschieden werden, Weibchen haben 30 Kammzähne, wohingegen männliche Feldskorpione über maximal 36 Kammzähne verfügen.
Weitere Merkmale:
Der Buthus occitanus besitzt an den Seiten vorne am Vorderkörper jeweils 5 Augen, 2 weitere oben in der Prosomamitte.
Die Giftblase ist etwa so lang wie der Stachel und im Verhältnis zum Metasoma ziemlich groß.
Die Granulation des Carapax ist unverwechselbar, denn Buthus occitanus hat als Merkmal Verbindungen von einigen Körnerreihen zu einer leierförmigen Figur.

## Entwicklung & Befruchtung
Bei der Befruchtung des Weibchens legt das Männchen seine Spermatophore immer auf einer flachen Unterlage (Stein, Rinde) ab, niemals jedoch auf Sand. Dann versucht das Männchen das Weibchen, mit Hilfe der Pedipalpen (Scheren), sie über die Spermatophore zu ziehen, so dass diese in die Geschlechtsöffnung des Weibchens gelangt.
Das Weibchen ist nun befruchtet.
Die Präembryonalentwicklung dauert etwa 105 bis 120 Tage, nach der Geburt verbringen die Neugeborenen 5 bis 7 Tage auf dem Rücken der Mutter und häuten sich dann.

## Verbreitung
Der Feldskorpion ist in Südeuropa in Portugal, Spanien, Frankreich, in der Balkanregion, Griechenland und auf einigen Mittelmeerinseln sowie im Norden Afrikas, von Nordmarokko bis Ägypten, im Senegal bis zum Sudan, Äthiopien, Somalia, Sinai und Israel anzutreffen. Die Lebensräume werden von trockeneren Gegenden wie Sand- und Steinwüsten, Geröllhalden, südlich exponierten Hängen sowie Gras- und Buschland dargestellt. Gelegentlich dringen Feldskorpione auch als Kulturfolger in Gärten ein, dort fühlen sie sich besonders in Mauerritzen, leeren Tontöpfen, unter Blechen und ähnlichem wohl. Der Skorpion lebt sowohl im Flachland, als auch im Gebirge, wo er durchaus bis zur Schneegrenze vordringt. Im Gegensatz zu Skorpionen der Gattung Androctonus ist der Feldskorpion auch an der nordafrikanischen Küste anzutreffen.
Wie alle Skorpione ist auch der Feldskorpion vor allem nachtaktiv. Am Tag verbirgt er sich beispielsweise unter Steinen und Geröll oder in selbst gegrabenen Höhlen.

## Toxikologie
Die Toxikologie befasst sich mit dem Gift des Feldskorpions. Seine schmalen Scheren deuten auf eine giftigere Skorpionart hin. In Südeuropa entspricht ein Stich des Feldskorpions in etwa einem Bienenstich. Er ist allerdings wesentlich ernster zu nehmen, da es immer zu unerwarteten Komplikationen kommen kann. Ein Stich ist  medizinisch von einem Arzt versorgen zu lassen. Im südlicher gelegenen Verbreitungsgebiet steigt die Potenz des Giftes deutlich an. Hier kann ein Stich, wenn auch selten, schwere Folgen haben und bei sehr unglücklichem Verlauf sogar zum Tode führen. Die Wirkung des Toxins beruht auf Neurotoxinen, welche in den Na+-Kanälen wirken, indem sie diese geöffnet halten. Die Folge ist im seltenen Extremfall eine Lähmung der Atemmuskulatur.

## Ernährung
Der Feldskorpion ernährt sich von allerlei Insekten (Insecta) wie Grillen (Gryllidae) und Käfern (Coleoptera) und verschiedenen Webspinnen (Araneae). Vor allem bei Jungtieren kann manchmal Kannibalismus beobachtet werden. Der Skorpion packt seine Beute mit den Scheren und betäubt sie mit einem Stich und der Injektion des Giftes. Zur Nahrungsaufnahme zieht sich das Tier dann in einen Unterschlupf zurück.

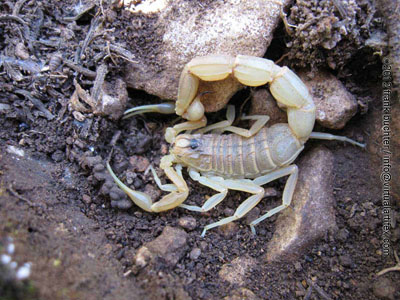
Buthus occitanus occitanus / Aufnahmeort Catalunya